# Lancaster-traktaten
Lancaster-traktaten eller Traktaten i Lancaster (også lokalt kaldet Traktaten af 1744) var en traktat mellem Irokeserføderationen og de britiske kolonier Virginia og Maryland, mens også guvernører for Pennsylvania deltog i forhandlingerne. Traktaten blev forhandlet i et tidsforløb på halvanden uge mellem den 25. juni og den 4. juli 1744 og fandt sted i den amerikanske by Lancaster, Pennsylvania. Traktaten var primært begrundet i kolonisering af den irokesiske Shenandoahdal, hvilket førte til vrede i Irokeserføderationen, som endda var tæt på at føre krig mod indbyggerne i deres land. Føderationen solgte senere alt land i Shenandoahdalen til Virginia for 200 pund i guld.
Traktaten var også vigtig for den onondaga-irokesiske diplomat Canasatego, som holdt tale for de tilstedeværende under traktaten. Talen opfordrede blandt andet de britiske kolonier i Amerika om at stå sammen og danne en demokratisk stat, som stammerne Mohawk, Cayuga, Onondaga, Oneida og Seneca havde gjort det i dannelsen af Irokeserføderationen i det 15. århundrede.